# D33 (hunebed)
Hunebed D33 bestaat niet meer, het lag oorspronkelijk op het Valtherveld ten westen van Valthe in de Nederlandse provincie Drenthe. Het lag aan de rand van het voormalige (nu ontwaterde) Valthermeer. Het hunebed D33 lag iets noordwestelijker van het nog bestaande hunebed D34 op het Oosterveld van Valthe.
Het hunebed werd door de archeoloog Albert van Giffen in zwaar verwaarloosde staat aangetroffen en hij besloot in 1955 het hunebed te laten "slopen" en vervolgens de stenen in 1958 te gebruiken voor de restauratie van het nabij Schoonoord gelegen hunebed hunebed D49 (de Papeloze kerk).
De oudste handelsroute van Drenthe loopt langs D31, D33, D34, D35 en de grafheuvel Eppiesbargie. De Valtherzandweg vormt nog een deel van deze prehistorische route.
In 2018 werden napjes op het hunebed ontdekt

## Society of Antiquaries[5]
In Engeland ontstond in de jaren zeventig van de 19e eeuw bezorgdheid over de wijze waarop in Nederland hunebedden werden gerestaureerd. In die kringen was men vooral bezorgd dat met de restauraties het oorspronkelijk beeld van de situatie verloren zou gaan. De directeur van de Society of Antiquaries in Londen verzocht de oudheidkundigen William Collings Lukis en sir Henry Dryden om de staat waarin de hunebedden zich op dat moment bevonden nauwkeurig vast te leggen. Zij bezochten in juli 1878 Drenthe en brachten veertig hunebedden op de Hondsrug in kaart. Ze hebben opmetingen verricht en beschreven de aangetroffen situatie, die zij tevens vastlegden in een serie aquarellen. Hun rapportage aan de Society of Antiquaries verscheen echter niet in druk. Hun materiaal werd bewaard bij de Society of Antiquaries, het Guernsey Museum & Art Gallery en het Drents Museum. Het Ashmolean Museum in Oxford bezit kopieën van hun werk. In 2015 publiceerde de Drentse archeoloog dr. Wijnand van der Sanden alsnog hun werk. Hij voorzag hun materiaal van een uitgebreide inleiding. Ook schetste hij de ontwikkelingen met betrekking tot het archeologisch onderzoek van de hunebedden na hun onderzoek tot 2015. Hij gaf als oordeel dat het werk van Lukis en Dryden van hoge kwaliteit was. In het Drents Museum was in 2015 een tentoonstelling over het werk.
Hunebed D33 is weergegeven op Plan XXX: Lukis en Dryden bezochten de hunebedden op 19 juli 1878. Ten tijde van hun bezoek was dit hunebed al in zo'n slechte staat, dat zij geen gebruikelijke kaart konden tekenen. De dekheuvel had een diameter van circa 19,2 meter. Lukis beschreef dat het hunebed ook tijdens het eerdere bezoek van de archeoloog Janssen al vervallen was, maar toen waren er nog vijf dekstenen. Het hunebed was eigendom van de provincie Drenthe.